# Državna cesta D57

## Verlauf
Die Državna cesta D57 (kroatisch für Nationalstraße D57) zweigt in von Vukovar von der Državna cesta D2 nach Süden ab und führt über Orolik, wo sie die Državna cesta D46 kreuzt und mit dieser gemeinsam für 4 km nach Südosten verläuft, und weiter nach Nijemci. Bei Lipovac endet sie an der östlichsten kroatischen Anschlussstelle der Autobahn Autocesta A3 (Europastraße 70) kurz vor der Grenze zu Serbien.
Die Länge der Straße beträgt 36,1 km.